# Sibculo
Sibculo est un village dans la commune néerlandaise de Hardenberg, dans la province d'Overijssel. Le 1er janvier 2006, le village comptait 1 444 habitants.

## Cloître
Sibculo faisait référence au monastère de Sibculo, fondé en 1406, qui appartenait au mouvement de la Devotio moderna. Le seul vestige de ce monastère est un puits en grès de Bentheim, dont l'eau aurait des vertus médicinales. Le jardin du monastère a été reconstitué sur le site original en 2016. Le cloître a été rénové en 2019.